# 滇南椴
滇南椴（学名：Tilia mesembrinos）是锦葵科椴树属的植物。分布于越南北部以及中国大陆的云南等地，生长于海拔1,800米至2,000米的地区，一般生于常绿林里，目前已由人工引种栽培。